# Opal (band)
Opal was in de jaren 80 een psychedelische rockband uit de Verenigde Staten en maakte deel uit van de Paisley Underground.

## Geschiedenis
De band begon in 1982 onder de naam Clay Allison, met gitarist David Roback (voormalig gitarist van Rain Parade), bassiste Kendra Smith (voormalig bassiste van The Dream Syndicate) en drummer Keith Mitchell. Onder deze bandnaam hebben ze één single uitgebracht. Hierna gingen ze verder onder de naam Opal.
In 1987 brachten ze hun eerste (en enige) album uit: Happy Nightmare Baby. Een tour volgde, maar halverwege hun optrede in Hammersmith in Londen verliet Kendra Smith het podium en stapte vervolgens uit de band. Zangeres Hope Sandoval verving Smith en werkte samen met Roback aan een nieuw album met de werktitel Ghost Highway.
In 1989 gingen Roback en Sandoval samen verder als Mazzy Star. Ghost Highway kwam uit onder de titel She Hangs Brightly, de debuutplaat van Mazzy Star.

## Discografie

### Clay Allison
- Fell from the Sun/All Souls (7" single, 1983)

### Opal
- Fell from the Sun (12" EP, 1984, Rough Trade Records)
- Northern Line (12" EP, 1985, One Big Guitar)
- Happy Nightmare Baby (1987, SST Records, Rough Trade Records)
- Early Recordings (compilatie-album, 1989, Rough Trade Records)